# Hawley Crippen

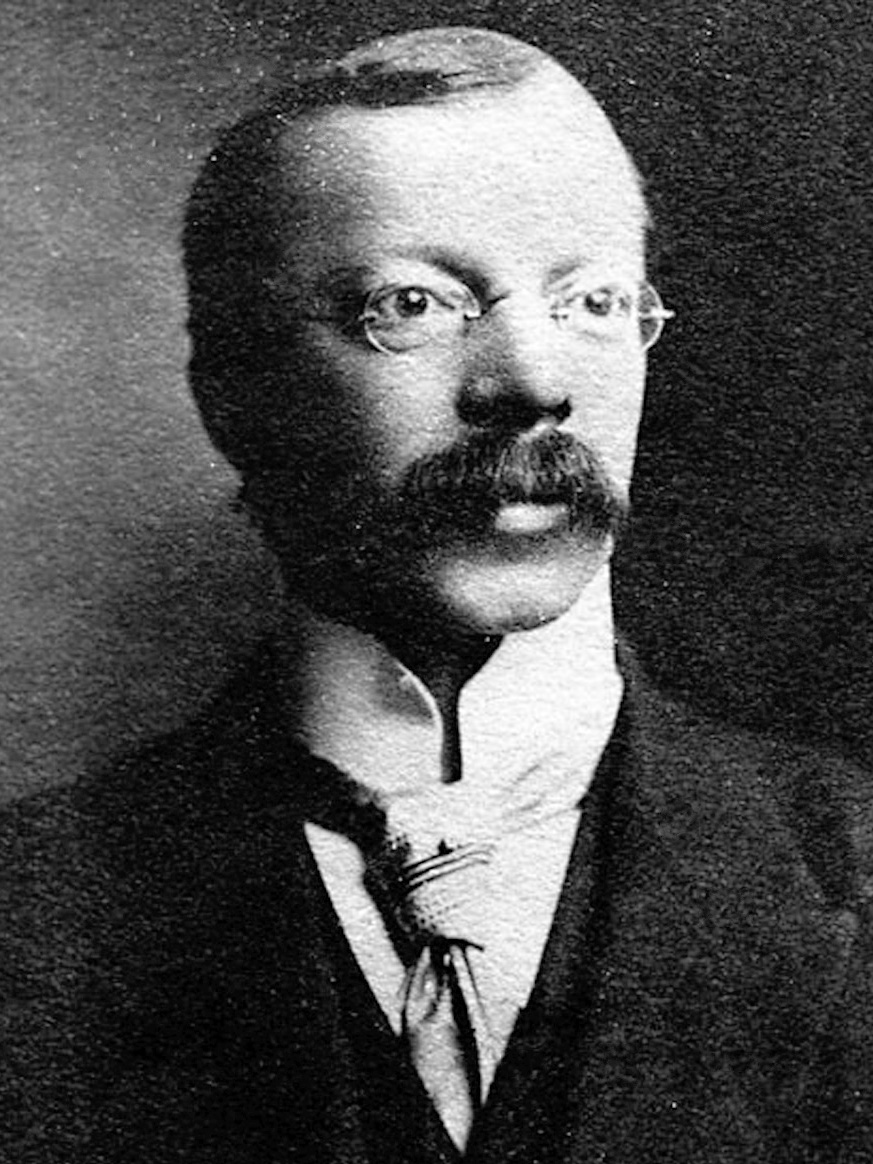
Hawley Crippen

Hawley Harvey Crippen (* 11. September 1862 in Coldwater, Michigan; † 23. November 1910 in London) war ein US-amerikanischer Mediziner und verurteilter Mörder. Er ist die zentrale Figur eines Kriminalfalls, der 1910 großes Aufsehen in der britischen Öffentlichkeit erregte. Noch Jahre nach dem Abschluss des Falles sorgte die psychologische Seite des Verbrechens für Diskussionsstoff, so auch bei Agatha Christie, die sich damit ausgiebig beschäftigte. Crippen ging in die Kriminalgeschichte als erster Verbrecher ein, der mit Hilfe der drahtlosen Kommunikation verhaftet werden konnte.

## Leben
Der in den USA geborene Crippen erhielt etwa 1885 seine Approbation und war anschließend als homöopathischer Arzt für das Pharmaunternehmen Munyon’s Remedies tätig. 1887 heiratete er Charlotte Bell, aus der Ehe ging der Sohn Otto hervor. Charlotte Crippen verstarb wenige Jahre nach der Hochzeit an den Folgen einer Hirnblutung. 1892 heiratete Crippen die 14 Jahre jüngere Cora Turner (eigentlich: Kunigunde Mackamotzki, deutsch-polnischer Herkunft), die von einer Karriere als Opernsängerin träumte.
Um das Jahr 1900 wanderten Crippen und seine Frau nach Großbritannien aus. Das Paar zog in das Haus 39 Hilldrop Crescent im Nord-Londoner Stadtteil Holloway. Crippen förderte die Karrierepläne seiner Frau, die  jetzt den Künstlernamen Belle Elmore führte, indem er ihr Gesangskurse sowie Theater- und Varietéagenten finanzierte. Aber aufgrund ihres mangelnden Talentes schaffte sie nie den Durchbruch und suchte schließlich Trost im Alkohol und bei anderen Männern.

Ethel le Neve

Am Abend des 31. Januar 1910 fand im Haus der Crippens eine kleine Feier mit Freunden statt. Nachdem diese gegangen waren, kam es zwischen den Ehepartnern zum Streit, und Crippen brachte seine Frau mittels eines Gift-Cocktails um. Crippen zerlegte die Leiche und vergrub sie unter den Fliesen im Keller des Hauses. Er berichtete Bekannten, seine Frau sei in die USA zurückgezogen und dort verstorben. Zur selben Zeit zog Crippens Geliebte Ethel le Neve (eigentlich: Ethel Clara Neave) in das Haus ein, die bald darauf begann, den Schmuck und die Kleidung der verschwundenen Ehefrau zu tragen.
Die Polizei wurde schließlich auf den Vorgang aufmerksam und befragte Crippen. Dieser konnte jedoch die Verdachtsmomente zerstreuen, und da die Polizei im Haus nichts Ungewöhnliches gefunden hatte, ließ man die Sache auf sich beruhen. Crippen und Ethel le Neve reisten jedoch unverzüglich nach Brüssel ab und bestiegen in Antwerpen schließlich das Schiff Montrose, das sie nach Kanada bringen sollte. 

Britisches Fahndungsplakat für Hawley Crippen und Ethel le Neve

Die überstürzte Abreise veranlasste Scotland Yard zu einer weiteren Untersuchung, und im Juli wurden unter dem Kellerfußboden des Hauses einige Überbleibsel der Leiche seiner Ehefrau Cora Belle entdeckt. Der bekannte britische Rechtsmediziner Sir Bernard Spilsbury identifizierte die Leiche anhand einer Narbe im Bauchgewebe und entdeckte weiterhin Spuren des Beruhigungsmittels Hyoscin (auch bekannt als Scopolamin).
Spilsbury schuf mit dieser Analyse den Grundstein der modernen Rechtsmedizin. Der Arzt und Toxikologe William Henry Willcox (1870–1941) benutzte in dieser Untersuchung die Kristallisation und Schmelzpunktbestimmung, um aus den Leichenresten die tödliche Dosis von 300 mg Hyoscin zu bestimmen. Er führte diese Verfahren in die forensische Pharmakologie ein und machte dadurch die Aufklärung einer Vergiftung durch Hyoscin erstmals möglich.
Der Kapitän des Schiffes Montrose, Henry George Kendall, war über die Vorgänge in Großbritannien per Telegramm informiert und erkannte die Flüchtigen unter seinen Passagieren, obwohl sich Ethel le Neve als junger Mann verkleidet hatte. Ein Inspektor begab sich an Bord des schnelleren Schiffes Laurentic der White Star Line und verhaftete Crippen und Ethel le Neve am 31. Juli 1910. Sie wurden zurück nach England gebracht und im Oktober im Old Bailey vor Gericht gestellt.
Das öffentliche Interesse an Indizien, Beweisen, Gutachten und Protokollen wendete sich während des Prozesses zunehmend dem Eindruck zu, den der Angeklagte bei Justiz, Publikum und Presse hinterließ: Er war ganz offensichtlich ein liebenswürdiger Mensch.
Filson Young schrieb in seiner Einführung zu The Trial of Dr. Crippen in der Reihe Denkwürdige Prozesse in Großbritannien:
„Wir mögen von Crippen die Vorstellung eines hasserfüllten Menschen haben; aber niemand, der mit ihm in Berührung kam, hat ihn so beschreiben können – er war wohl einfach ein liebenswürdiger Mörder.“
Das Gericht ließ sich vom Auftreten des Angeklagten nicht beirren und sprach ihn des Mordes an seiner Ehefrau schuldig. Er wurde im November 1910 im Pentonville-Gefängnis durch John Ellis hingerichtet. Seine Geliebte wurde in einem gesonderten Verfahren von der Anklage der Beihilfe nach der Tat freigesprochen.

## Zweifel am Urteil
Wie oft bei spektakulären Kriminalfällen wurden auch im Fall Crippen immer wieder Zweifel an der „offiziellen Version“ laut:
- Es ist ungewöhnlich – wenn auch nicht einmalig –, dass ein Giftmörder sein Opfer zerteilt. Mordende Ärzte versuchen meist, eine Vergiftung als natürlichen Tod zu kaschieren.
- Die Einnahme der giftigen Dosis Hyoscin durch Cora Crippen könnte ein Unfall gewesen sein. Crippen sei wohl kaum so naiv gewesen, bei einem ihm persönlich bekannten Apotheker das Mittel zu kaufen und dann wenige Tage später seine Frau damit umzubringen. Er habe mit diesem Medikament – gering dosiert – eigentlich Coras „Nymphomanie“ bzw. eine Herzkrankheit behandeln wollen.
- Der aufgefundene Torso sei nicht der von Cora, sondern gehöre zu einer Frau, die bei einer von Crippen vorgenommenen illegalen Abtreibung gestorben sei.

Im Jahr 2007 kamen Wissenschaftler der Michigan State University zu dem Ergebnis, die aufgefundenen Leichenteile könnten nicht von der angeblich ermordeten Mrs. Crippen stammen. Ein Vergleich der mitochondrialen DNA aus den Leichenteilen mit der DNA von heute lebenden Nachkommen von Mrs. Crippens Mutter ergab keine Übereinstimmung. Mehr noch, die DNA soll gar die eines Mannes sein.
Ein Kolumnist der Times beschrieb anschaulich seine Zweifel an den neuen Erkenntnissen der Wissenschaftler: Die Verwandtschaft der Vergleichspersonen mit Cora Crippen sei schlecht belegt, die verwendete Methode der Geschlechtsbestimmung aus archivierter DNA sei nicht bewährt, sondern neu, und die vorliegende DNA-Probe auch nach Eingeständnis des Forscherteams „nicht optimal“.

## Der Untergang der Empress of Ireland
Während der Verhaftung an Bord der Montrose soll Crippen Kapitän Kendall angeblich zugerufen haben: „Für diesen Verrat werden Sie noch bezahlen!“ Dies wurde später als schlechtes Omen interpretiert, als die von Kendall später übernommene Empress of Ireland am 29. Mai 1914 nach einer Schiffskollision im Sankt-Lorenz-Strom sank, und zwar an nahezu der gleichen Stelle, an der Crippen vier Jahre zuvor verhaftet worden war.

## Crippen in der Populärkultur
Der Mordfall wurde mehrfach verfilmt, so unter anderem:
- Dr. Crippen an Bord, Deutschland, 1942, Regie: Erich Engels, mit Rudolf Fernau, René Deltgen und Anja Elkoff
- Dr. Crippen lebt, Deutschland, 1958, Regie: Erich Engels, mit Elisabeth Müller, Peter van Eyck und Fritz Tillmann – Nachfolgefilm mit ganz eigenständiger Handlung
- Dr. Crippen, Vereinigtes Königreich, 1962, Regie: Robert Lynn, mit Donald Pleasence, Coral Browne und Samantha Eggar

Der Autor James Ronald veröffentlichte 1939 seinen an den Fall Crippen angelehnten Roman This Way Out. Dieser wurde 1944 als Unter Verdacht von Robert Siodmak verfilmt. Auch John Boyne verarbeitete den Fall 2004 in seinem Roman Crippen. Die deutsche Übersetzung Der freundliche Mr. Crippen – Die Geschichte eines Mordes erschien 2013 beim Arche-Verlag Zürich.
Im Making-of des Hitchcock-Films Das Fenster zum Hof (1954) erklärt Hitchcocks Tochter Patricia, dass ihr Vater von Crippens Fall fasziniert war und der Mord ihn bei der Produktion des Films inspirierte, bei dem ein Mann seine Frau in seinem Haus zerstückelt. Verschiedene Elemente des Falls finden sich auch in anderen Werken Hitchcocks.
1979 produzierte der Bayerische Rundfunk das Kriminalhörspiel Der Fall Dr. Crippen (52 Minuten) nach dem Drehbuch von Helmut M. Backhaus. Die Regie führte Alexander Malachovsky. Die Sprecher waren Herbert Fleischmann, Michael Hinz, Harald Leipnitz, Uta-Maria Schütze, Gottfried John, Otto Stern, Helmuth M. Backhaus, Michael Schwarzmaier, Rüdiger Bahr, u. v. a. Die Musik stammt von Frank Duval.
Eine Wachsfigur von Crippen befindet sich im Londoner Wachsfigurenkabinett von Madame Tussaud.